# Остерцелль
Остерцелль (нем. Osterzell) — община в Германии, в земле Бавария. 
Подчиняется административному округу Швабия. Входит в состав района Восточный Алльгой.  Население составляет 644 человека (на 31 декабря 2010 года). Занимает площадь 10,82 км².